# Thomas Taylor
Thomas Taylor (15 de mayo de 1758 – 1 de noviembre de 1835) fue un traductor y neoplatónico inglés, el primero en traducir al inglés las obras completas de Aristóteles y de Platón, así como los fragmentos órficos .

## Biografía
Thomas Taylor nació en la ciudad de Londres el 15 de mayo de 1758, hijo del fabricante de muebles Joseph Taylor y su esposa Mary (nacida como Summers). Fue educado en la Escuela de San Pablo y se dedicó al estudio de los clásicos y de las matemáticas. Después de trabajar inicialmente como empleado en el Banco de Lubbock, fue nombrado secretario adjunto de la Sociedad para el Fomento del Arte (precursora de la Real Sociedad de las Artes), en cuya capacidad hizo muchos amigos influyentes, que le proporcionaron los medios para publicar sus diversas traducciones, que además de Platón y Aristóteles, incluyen a Proclo, Porfirio, Apuleyo, Ocelo Lucano y otros neoplatónicos y pitagóricos. Su objetivo era la traducción de todos los escritos no traducidos de los antiguos filósofos griegos.
Taylor fue un gran defensor del helenismo, especialmente del marco filosófico proporcionado por Platón y los neoplatónicos Proclo y el "más divino" Jámblico, cuyas obras tradujo al inglés. Estaba tan enamorado de los antiguos que él y su esposa hablaban entre sí únicamente en griego clásico.
También fue una figura prominente en contra de la corrupción existente en el cristianismo de su época y lo que él consideraba su banalidad. Taylor fue ridiculizado y se ganó muchos enemigos, pero en otros sectores fue bien recibido. Entre sus amigos se encontraba el excéntrico viajero y filósofo John "Walking" Stewart, a cuyas reuniones Taylor solía asistir.

## Familia
Taylor se casó con su novia de la infancia  Mary Morton, hija de John Morton, en 1777, y tuvieron hijos: George Burrow Taylor (nacido en 1779), John Buller Taylor (1781), William Grainger Taylor (1783-1785), Mary Joseph Taylor (1789) y Thomas Taylor (1791). Su hija mayor, Mary Meredith Taylor (1787–1861), recibió el nombre de su generoso mecenas William Meredith y se casó con un mercero, Samuel Beverly Jones. Su esposa Mary murió en 1809. Se casó nuevamente y su segunda esposa, Susannah, murió en 1823. De su segundo matrimonio tuvo un hijo, Thomas Proclus Taylor (nacido en 1816).

## Influencia
Los textos que utilizó habían sido editados desde el siglo XVI, pero estaban interrumpidos por lagunas; la comprensión que Taylor tenía de los platónicos sirvió de base para las enmiendas que sugirió. Sus traducciones influyeron en William Blake, Percy Bysshe Shelley y William Wordsworth. En las ediciones americanas fueron leídos por Ralph Waldo Emerson, Bronson Alcott y GRS Mead, secretario de Helena Blavatsky de la Sociedad Teosófica .
Taylor también publicó varias obras originales sobre filosofía (en particular, el neoplatonismo de Proclo y Jámblico ) y matemáticas. Estas obras han sido republicadas (algunas por primera vez desde la vida de Taylor) por Prometheus Trust.
Parece que él y su esposa eran propietarios de Walworth a fines de la década de 1770 en una familia que incluía a Mary Wollstonecraft, de 18 años; no está claro si la futura autora de A Vindication of the Rights of Woman realmente conocía a los Taylor, ya que a esa edad dejó el hogar para trabajar como dama de compañía . Taylor respondió a la obra magna de Wollstonecraft de 1792 (así como a "Los derechos del hombre" de Thomas Paine ) en su ensayo satírico, Una reivindicación de los derechos de los brutos. En él, Taylor intentó demostrar lo absurdo de los argumentos de Wollstonecraft argumentando que si el argumento a favor de la igualdad era sólido cuando se aplicaba a las mujeres, por qué motivo a los animales no. El razonamiento de Wollstonecraft parecía ser válido también para los animales; sin embargo, argumentó Taylor, sostener que los animales tenían derechos era manifiestamente absurdo. Por lo tanto, sostuvo Taylor, el razonamiento de Wollstonecraft debe ser erróneo; se utilizaron los mismos argumentos en cada caso, y si son erróneos cuando se aplican a los animales, también deben ser erróneos cuando se aplican a las mujeres. 

## Listado de obras
- 1780
  - The Elements of a New Method of Reasoning in Geometry, applied to the Rectification of the Circle
- 1782
  - Ocellus Lucanus on the Nature of the Universe (see 1831 for later edition)
- 1787
  - The Mystical Initiations or Hymns of Orpheus, with a preliminary Dissertation on the Life and Theology of Orpheus
  - Concerning the Beautiful; or, a paraphrase translation from the Greek of Plotinus, Ennead I. Book VI.
- 1788-89
  - The Philosophical and Mathematical Commentaries of Proclus on the First Book of Euclid's Elements, and his Life by Marinus. With a preliminary Dissertation on the Platonic Doctrine of Ideas. To which are added A History of the Restoration of the Platonic Theology by the later Platonists, 2 vols. (see 1792 for second revised edition)
- 1790
  - A Dissertation on the Eleusinian and Bacchic Mysteries
- 1792
  - A Vindication of the Rights of Brutes
  - The Phædrus of Plato: A Dialogue Concerning Beauty and Love
  - An Essay on the Beautiful, from the Greek of Plotinus
  - The Philosophical and Mathematical Commentaries of Proclus on the First Book of Euclid's Elements, and his Life by Marinus. With a preliminary Dissertation on the Platonic Doctrine of Ideas. To which are added A History of the Restoration of the Platonic Theology by the later Platonists, 2 vols.
- 1793
  - Sallust on the Gods and the World, and the Pythagoric Sentences of Demophilus, and Five Hymns by Proclus; to which are added Five Hymns by the translator.
  - Two Orations of the Emperor Julian, one to the Sovereign Sun, and the other to the Mother of the Gods; with Notes and a copious Introduction
  - Four Dialogues of Plato: The Cratylus, Phædo, Parmenides and Timæus.
- 1794
  - Pausanias's Description of Greece (see 1824 for second edition, enlarged)
  - Five Books of Plotinus, viz. On Felicity; on the Nature and Origin of Evil; on Providence; on Nature, Contemplation, and the One; and on the Descent of the Soul.
- 1795
  - The Fable of Cupid and Psyche; to which are added a Poetical Paraphrase on the Speech of Diotima in the Banquet of Plato; Four Hymns, With an Introduction, in which the meaning of the Fable is unfolded.
- 1801
  - Aristotle's Metaphysics, to which is added a Dissertation on Nullities and Diverging Series
- 1803
  - Hedric's Greek Lexicon (Graecum Lexicon Manuale, primum a Benjamine Hederico)
- 1804
  - Four letters from Thomas Taylor, the Platonist, to Charles Taylor, Secretary of the Society of Arts, 1800-1804.
  - An Answer to Dr. Gillies's Supplement to his New Analysis of Aristotle's Works
  - The Dissertations of Maximus Tyrius, 2 vols.
  - The Works of Plato, viz. His Fifty-Five Dialogues and Twelve Epistles, 5 vols.
- 1805
  - Miscellanies in Prose and Verse, containing the Triumph of the Wise Man over Fortune according to the doctrine of the Stoics and Platonists; the Creed of the Platonic Philosopher; a Panegyric on Sydenham (see 1820 for 2nd Edition, with additions)
- 1806
  - Collectanea; or Collections consisting of Miscellanies inserted in the European and Monthly Magazines. With an Appendix containing some Hymns never before printed.
- 1807
  - The Treatises of Aristotle on the Heavens (see also v.7 of The Works of Aristotle, 1812)
- 1809
  - The Elements of the true Arithmetic of Infinites. In which all the Propositions on the Arithmetic of Infinites invented by Dr. Wallis relative to the summation of fluxions are demonstrated to be false, and the nature of infinitesimals is unfolded.
  - The History of Animals of Aristotle and his Treatise on Physiognomy (see also v.8 of The Works of Aristotle, 1812)
  - The Arguments of the Emperor Julian against the Christians, to which are added Extracts from the other Works of Julian relative to the Christians.
- 1810
  - The Commentaries of Proclus on the Timæus of Plato (see 1820 for 2nd edition)
- 1811
  - The Rhetoric, Poetic and Nicomachean Ethics of Aristotle (see 1818 for 2nd edition)
- 1812
  - The Works of Aristotle, with copious Elucidations from the best of his Greek Commentators, 9 vols.
  - A Dissertation on the Philosophy of Aristotle
- 1816
  - A Dissertation on the Eleusinian and Bacchic Mysteries (2nd Edition)
  - Theoretic Arithmetic, in three books, containing the substance of all that has been written on this subject by Theo of Smyrna, Nicomachus, Iamblichus, and Boetius.
  - The Six Books of Proclus, the Platonic Successor, on the Theology of Plato, 2 vols.
- 1817
  - Remarks on the Dæmon of Socrates (article)
  - Use of Arches Known Among the Ancients (article)
  - Select Works of Plotinus, and Extracts from the Treatise of Synesius on Providence. With an Introduction containing the substance of Porphyry's Life of Plotinus
- 1818
  - Collection of the Chaldean Oracles (articles)
  - Orphic Fragments, hitherto inedited (article)
  - Remarks on the Passage in Stobæus (article)
  - On a Peculiar Signification of the words Demas and Soma (article)
  - The Rhetoric, Poetic and Nicomachean Ethics of Aristotle (2nd Edition), 2 vols.
  - Iamblichus' Life of Pythagoras, or Pythagoric Life, accompanied by fragments of the Ethical Writings of certain Pythagoreans in the Doric Dialect, and a Collection of Pythagoric Sentences from Stobæus and Others
- 1819
  - On the Philosophical Meaning of the words Bios, Kimena, Energema, and Sisthema (article)
  - On the Antiquity of Alchymy (article)
  - On the Coincidence between the Belts of the Planet Jupiter and the Fabulous Bonds of Jupiter the Demiurgus (article)
- 1820
  - Important Additions to the first Alcibiades, and Timæus of Plato (article)
  - Important Discovery of the Original of many of the Sentences of Sextus Pythagoricus (article)
  - Discovery of a Verse of Homer, and Error of Kiessling (article)
  - Platonic Demonstration of the Immortality of the Soul (article)
  - On the Theology of the Greeks (article)
  - Miscellanies in Prose and Verse, containing the Triumph of the Wise Man over Fortune according to the doctrine of the Stoics and Platonists; the Creed of the Platonic Philosopher; a Panegyric on Sydenham (2nd Edition, with additions)
  - The Commentaries of Proclus on the Timæus of Plato (2nd Edition), 2 vols.
- 1821
  - On the Mythology of the Greeks (article)
  - Notice of Professor Cousin's edition of the two first books of Proclus on the Parmenides of Plato (article)
  - Iamblichus on the Mysteries of the Egyptians, Chaldeans, and Assyrians
- 1822
  - Observations on Professor Cousin's edition of the Commentaries of Proclus on the first Alcibiades of Plato (article)
  - Observations on that part of a work entitled Empedoclis et Parmenidis Fragmenta (article)
  - The Metamorphosis, or Golden Ass, and Philosophical Works of Apuleius
  - Political Fragments of Archytas, Charondas, Zaleucus, and other ancient Pythagoreans, preserved by Stobæus, and also Ethical Fragments of Hierocles, the celebrated commentator on the Pythagoric verses preserved by the same author.
- 1823
  - The Elements of a new Arithmetical Notation and of a new Arithmetic of Infinites
  - Observations on the Creuzer's edition of the Commentary of Olympiodorus on the first Alcibiades of Plato (article)
  - Observations on the Scholia of Hermeas on the Phædrus of Plato (article)
  - Select Works of Porphyry, containing his Four Books on Abstinence from Animal Food; his Treatise on the Homeric Cave of the Nymphs, and his Auxiliaries to the perception of Intelligible Natures. With an Appendix explaining the Allegory of the Wanderings of Ulysses.
- 1824
  - Emendations of the text of Plato (article)
  - Observations on the Excerpta from the Scholia of Proclus on the Cratylus of Plato (article)
  - The Mystical Hymns of Orpheus, demonstrated to be the Invocations which were used in the Eleusinian Mysteries, with Considerable Emendations, Alterations, and Additions.
  - The Description of Greece by Pausanias, 2nd edition with considerable augmentations, 3 vols.
- 1825
  - Classical Allusion [to Democrates] (article)
  - Notice of Professor Cousin's edition of the third, fourth and fifth books of Proclus on the Parmenides of Plato (article)
  - Biblical Criticism (article)
  - The Fragments that remain of the Lost Writings of Proclus
- 1829
  - Corruption of Demiurgus (article)
  - Extracts from some of the Lost Works of Aristotle, Xenocrates, and Theophrastus (article)
- 1830
  - Arguments of Celsus, Porphyry, and the Emperor Julian, against the Christians
- 1831
  - Ocellus Lucanus on the Nature of the Universe. Taurus, the Platonic Philosopher, on the Eternity of the World; Julius Firmicus Maternus of the Thema Mundi, in which the positions of the stars at the commencement of the several mundane periods is (sic) given; Select Theorems on the Perpetuity of Time by Proclus
- 1833
  - Two Treatises of Proclus, the Platonic Successor, the former consisting of ten Doubts concerning Providence, and a Solution of those Doubts, and the latter containing a Development of the Nature of Evil.
- 1834
  - Translations from the Greek of the following treatises of Plotinus: On Suicide, to which is added an Extract from the Harl. MS. of the Scholia of Olympiodorus on the Phædo of Plato respecting Suicide. Two Books on Truly Existing Being, and Extracts from his Treatise on the manner in which the multitude of ideas subsists, and concerning the Good, with additional Notes from Porphyry and Proclus.

## Anotaciones
1. Artwork Page: Thomas Taylor Se describe la pintura de Taylor realizada por Lawrence
2. Greer, John Michael (2017). The Occult Book. Toronto, Ontario, Canada: Sterling. pp. 129. ISBN 978-1-4549-2577-4.
3. Greer, John Michael (2017). The Occult Book. Toronto, Ontario, Canada: Sterling. pp. 129. ISBN 978-1-4549-2577-4.  1. ↑  Greer, John Michael (2017). The Occult Book. Toronto, Ontario, Canada: Sterling. pp. 129. ISBN 978-1-4549-2577-4.
  2. ↑  Singer, Peter (1990). Animal Liberation (Second edición). New York: New York Review Book. p. 28. ISBN 978-0940322004.